# Hans-Reinhard Müller
Hans-Reinhard Heinrich Anton Müller (* 15. Januar 1922 in Nürnberg; † 5. März 1989 in Bad Feilnbach) war ein deutscher Theaterintendant, Regisseur, Schauspieler, Hörspielsprecher und Fernsehmoderator.

## Wirken
1938 stand Hans-Reinhard Müller an den Münchner Kammerspielen als Statist erstmals auf einer Bühne. Ab 1941 nahm er Schauspielunterricht bei Friedrich Kayssler in Berlin und erhielt bald ein Engagement am Stadttheater Klagenfurt. Nach seiner Einberufung zum Kriegsdienst, nach schwerer Kriegsverwundung und Gefangenschaft studierte er nach dem Ende des Zweiten Weltkriegs an der Ludwigs-Maximilians-Universität München Philosophie, Germanistik und Geschichte und trat am ersten Theater der Jugend, das es in München gab, wieder auf. 1946 bis 1948 wurde er von Erich Engel an die Münchner Kammerspiele verpflichtet und debütierte in dessen Regie von Shakespeares Sturm als Ferdinand.
Nach Engels Weggang wechselte Müller 1948 als Schauspieler an das Bayerische Staatsschauspiel, wo ihn Kurt Horwitz, bis 1933 einer der wichtigsten Schauspieler an den Münchner Kammerspielen, mit seinem Antritt als Intendant zum Regisseur (1952), zu seinem persönlichen Mitarbeiter (1953), zum stellvertretenden Intendanten und zum Leiter der Verwaltung (1954) machte. 1957 wurde Müller zum Koordinator der drei Bayerischen Staatstheater ernannt. Nach dem Intendantenwechsel zu Helmut Henrichs 1958 blieb er weiterhin stellvertretender Intendant und Leiter der Verwaltung.
Ab 1955 trat Müller in Fernsehspielen des Bayerischen Rundfunks auf und begann ab 1959 auch Fernsehregien zu übernehmen, wobei er 1960 mit So ist es – ist es so? mit Horst Tappert den Preis der Deutschen Fernsehkritik erhielt. Deutschlandweit wurde Müller erstmals bekannt mit der Moderation der in der ARD ausgestrahlten Unterhaltungssendung Samstagnachmittag zu Hause (1958–1967). Schon ab 1950 arbeitete er bis zu seinem Tod in über 200 Hörspielen als Sprecher und Regisseur.
1960 wurde Müller zum Intendanten des Mehrspartentheaters Freiburg in Freiburg im Breisgau berufen und begann verstärkt als Theaterregisseur in München, Zürich, Essen und Freiburg zu arbeiten. Zu Müllers Inszenierungen in Freiburg zählten unter anderem die Uraufführung des Schauspiels Die Abendgesellschaft (1961) von Maria Matray und Answald Krüger und die deutsche Erstaufführung des Stücks Andacht zum Kreuz (1962) von Calderón de la Barca. Als Intendant widmete er sich besonders der Nachwuchsförderung und ermöglichte in Freiburg herausragende Gastspiele, z. B. mehrfach von Jean-Pierre Ponnelle und Giorgio Strehler. Nach einer Budgetkürzung des Freiburger Stadtrates legte er sein Amt 1969 nieder.
Als Direktor der renommierten Schauspielschule Otto-Falckenberg kehrte er anschließend nach München zurück. 1971 ließ der Münchner Kulturreferent Herbert Hohenemser (1956–1976) zur Neubesetzung der Intendanz der Münchner Kammerspiele eine einmalige basisdemokratische Intendantenwahl durchführen, bei der alle Angestellten des Theaters gleichermaßen stimmberechtigt waren. Das Verfahren schreckte manche prominente Interessenten ab. Müller trat bei Vorstellungsrunden im Schauspielhaus vor der Belegschaft gegen mehrere von den Medien favorisierte Mitbewerber wie Ivan Nagel an und wurde als Nachfolger von August Everding zum Intendanten der Münchner Kammerspiele gewählt. Von der Presse wurde er nach seiner Wahl stark abgelehnt und als „Verlegenheitslösung“ gesehen, während der „konservative Treibsand“ Münchens seine Wahl begrüßte.
Unter diesen schwierigen Voraussetzungen begann Müller 1973 seine Intendanz an einem von zeittypischen politischen Skandalen erschütterten Haus, von dessen altem Ruhm, mit einem zuletzt „fragwürdig boulevardesken“ Spielplan und einem zerrissenen Ensemble, nicht mehr viel übrig war. Zudem präsentierte er, Falckenbergs Tradition wieder aufgreifend, literarisch anspruchsvolle Texte und in München noch unbekannte Autoren (Sternheim, Lasker-Schüler, O’Casey, Valle-Inclán, Wedekind, Feydeau, Witkiewicz) mit Regisseuren, die im bundesdeutschen Theater noch wenig bekannt waren: Johannes Schaaf, Klaus Emmerich, Benno Besson oder Adolf Dresen. Das konservative München war von Müller enttäuscht und kehrte den Kammerspielen den Rücken, die lokale Presse war ablehnend, die überregionale Kritik teils anerkennend. Die Wende kam 1975 mit Der Arzt am Scheideweg von George Bernard Shaw in der umstrittenen Inszenierung von Rudolf Noelte, die zum Berliner Theatertreffen eingeladen wurde. Aber erst mit dem Engagement von Dieter Dorn als Oberspielleiter, den er schon seit 1972 gewinnen wollte, von Ernst Wendt als Chefdramaturg und Regisseur sowie mit dem Hausregisseur Harald Clemen gelang Müller 1976 der Durchbruch. Die ästhetisch ganz gegensätzlichen Inszenierungsstile insbesondere von Dorn und Wendt machten die Kammerspiele mit zum Teil aufsehenerregenden Aufführungen wieder zu einem der interessantesten deutschsprachigen Sprechtheater dieser Zeit, was sich auch in mehreren Einladungen zum Berliner Theatertreffen niederschlug: Dorn mit Minna von Barnhelm von Gotthold Ephraim Lessing 1977, mit Groß und Klein von Botho Strauß 1979 und Wendt, der 1980 mit dem Deutschen Kritikerpreis ausgezeichnet wurde, mit Lovely Rita von Thomas Brasch 1979 und mit Goethes Torquato Tasso 1982, wie auch Robert Wilson mit Die goldenen Fenster 1983.
Während seiner Intendantenzeit inszenierte Müller an den Kammerspielen Stücke von Ibsen, Hofmannsthal, Raimund, D. L. Coburn, Widmer und Sternheim und trat als Schauspieler in Inszenierungen von Sternheim, Wedekind, Witkiewicz, Lorca (Regie: Wendt), Strauß (Regie: Dorn), Ibsen und Büchner (Regie: Dorn) auf. Mit dem Erreichen des Pensionsalters legte Müller 1983 die Intendanz nieder und wirkte maßgeblich daran mit, das Dieter Dorn zu seinem Nachfolger als Intendant der Münchner Kammerspiele gewählt wurde.
Nach seiner Intendantenzeit arbeitete Müller hauptsächlich als Schauspieler. Große Bekanntheit erlangte er 1984 und 1988 mit der Hauptrolle Anton Wiesinger in der Fernsehserie Die Wiesingers (Regie: Bernd Fischerauer) und als Dr. Juckenack in dem Film Das schreckliche Mädchen (Regie: Michael Verhoeven), der ein Jahr nach Müllers Tod 1990 in die Kinos kam, zahlreiche deutsche und internationale Auszeichnungen erhielt und der 1991 für den Oscar in der Kategorie bester fremdsprachiger Film nominiert war.

## Leben
Der Vater von Hans-Reinhard Müller, der älteste Sohn einer Würzburger Apothekersfamilie und leidenschaftlicher Theatergänger, war der Gymnasialprofessor für Biologie am Maximiliansgymnasium München Dr. phil. Johannes Baptist Müller (1877–1948). Sein jüngerer Bruder Karl (Apotheker, 1881–1940), dessen Vormund Johannes war, erkrankte 1911 psychiatrisch, war in Kliniken in Würzburg und Werneck untergebracht und wurde 1940 in das Sächsische Krankenhaus Großschweidnitz, Landkreis Görlitz, verlegt, wo er mit großer Wahrscheinlichkeit ein Opfer eines Krankenmordes in der Zeit des Nationalsozialismus wurde.
Die Mutter Marga Müller, geb. Putz, (1892–1981), entstammte einer schwäbischen Arztfamilie war Schriftstellerin, Pianistin und Pädagogin. Im Haus der Familie in der Münchner Kunigundenstrasse fanden von 1933 an unter Mitwirkung von Jesuitenpatres (u. a. Rupert Mayer und Alfred Delp) laienkatechetische Kurse statt. Von 1939 bis 1944 leitete sie Vorbereitungskurse für die Missio canonica. Im Februar 1945 floh sie angesichts der drohenden Verhaftung durch die Gestapo zunächst zu den Tutzinger Missionsbenediktinerinnen, danach zu Freunden in Moosrain in der Nähe des Tegernsees, nach Kreuth und schließlich zu den Augsburger Sternschwestern. Marga Müller gründete 1948 in München den Verein Katholisches Familienwerk (KFW), der einen Kindergarten (1950), eine Grundschule (1953), ein Gymnasium (1963) und eine Realschule (1969) eröffnete und der damit zur ersten gesamtschulischen Ganztagsschule in Bayern wurde.
Hans-Reinhard Müller war das einzige Kind des Ehepaares Müller und wuchs ab 1925 in der Au und ab 1932 in Schwabing in München auf. Nach der Grundschule besuchte er das Gymnasium des Jesuiteninternats Kolleg St. Blasien, das 1939 von den Nationalsozialisten geschlossen wurde, woraufhin er am Wilhelmsgymnasium München 1941 sein Abitur ablegte.
Hans-Reinhard Müller hat 1945 die in der Schwabinger Nachbarschaft lebende Irene Hotop (1922–2008) geheiratet, die an der Akademie der Bildenden Künste München Kostüm- und Maskenbildnerin studierte, den Beruf nach der Eheschließung aber nicht ausübte. Aus der Ehe gingen die drei Söhne Thomas (1946), Gabriel (1949–2020) und Florian (1954) hervor. Ein jüngerer Bruder von Irene Müller war der Grafikdesigner Gerhard M. Hotop. Ihr Onkel war Luitpold Steidle, ein Großonkel Richard Steidle. Urgroßväter von ihr waren Johann Robert von Capitain, Johann Georg von Steidle und Ernst von Raven. Ein Neffe von Hans-Reinhard und Irene Müller ist der Schriftsteller Rainald Goetz.
1988 wurde bei Müller Amyotrophe Lateralsklerose diagnostiziert, weshalb er sich in eine Kurklinik in Bad Feilnbach begab, wo er an Herzversagen verstarb. Das Grab von Hans-Reinhard Müller und Irene Müller befindet sich auf dem Münchner Nordfriedhof.

## Film und Fernsehen
Quellen: Filmportal, Internet Movie Database
- 1954: München – Bilder einer Stadt[22] (Selbst): Die erste Fernsehsendung des Bayerischen Rundfunks für das ARD-Gemeinschaftsprogramm.
- 1955: Die Bauernpassion (Darsteller)
- 1958: Weh dem, der lügt! (Darsteller)
- 1958: Cenodoxus[21] (Sprecher)
- 1958: Comoedia de Christi Resurrectione[21] (Sprecher)
- 1958–1967: Samstagnachmittag zu Hause[21] (Moderation, 54 Folgen)
- 1959: Spiel im Schloss[21] (Buch, Regie)
- 1960: Die Lokalbahn[21] (Buch, Regie)
- 1960: Die Herzogin von Langeais[21] (Regie)
- 1960: So ist es – ist es so?[21] (Regie)
- 1961: Der Feind[23] (Regie)
- 1962: Doña Rosita bleibt ledig[20] (Regie)
- 1963: Die Nackten kleiden[21] (Regie)
- 1966: Das harte Brot[24] (Regie)
- 1966: Elektra[21] (Regie)
- 1967–1968: Gut gefragt ist halb gewonnen (Selbst, 2 Folgen)
- 1968: Das Spiel von Liebe und Zufall (Buch, Regie)
- 1969: Tag für Tag[20] (Regie)
- 1970: Theater im Gespräch[25] (Selbst, 1 Folge)
- 1970: Totentanz[26] (Regie)
- 1971: Tiefe blaue See[21] (Regie)
- 1972: Im bayerischen Stil[20] (Darsteller)
- 1975: Münchner Geschichten (Darsteller, 1 Folge)
- 1977: Der Anwalt (Darsteller)
- 1978: Doña Rosita oder die Sprache der Blumen[21] (Darsteller)
- 1978: Sachrang (Erzähler)
- 1978: Tatort – Schwarze Einser (Darsteller)
- 1979: Blauer Himmel, den ich nur ahne[21] (Darsteller)
- 1980: Die Undankbare (Darsteller)
- 1983: Monaco Franze – Der ewige Stenz (Darsteller, 1 Folge)
- 1983: Unsere schönsten Jahre[21] (Darsteller, 1 Folge)
- 1983/1984: Kerbels Flucht[20] (Darsteller)
- 1984/1988: Die Wiesingers (Darsteller, 2 Staffeln, 20 Folgen)
- 1985: Wie würden Sie entscheiden?[21] (Darsteller, 1 Folge)
- 1985: Marie Ward – Zwischen Galgen und Glorie (Darsteller)
- 1985: Tatort – Schicki-Micki (Darsteller, Regie)
- 1985: Flammenzeichen (Darsteller)
- 1990: Das schreckliche Mädchen (Darsteller)

## Auszeichnungen, Mitgliedschaften
- 1957–1962: Mitglied des Allgemeinen Rats der Katholischen Akademie in Bayern[27]
- 1959: Bayerischer Staatsschauspieler
- 1971–1989: Mitglied des Allgemeinen Rats der Katholischen Akademie in Bayern[27]
- 1975: Bundesverdienstkreuz I. Klasse
- 1976: Ludwig-Thoma-Medaille der Landeshauptstadt München
- 1981: Bayerischer Verdienstorden
- 1983: Goldene Ehrenmünze der Landeshauptstadt München
- 1984–1989: Mitglied der Akademieleitung der Katholischen Akademie in Bayern[27]

## Schriften
- Ein deutsches Stadttheater. Freiburg im Breisgau 1866–1966 (= Freiburger Theaterblätter). Rombach, Freiburg i. Br. 1966.
- Linien. Die Städtischen Bühnen Freiburg 1960–1969. Eine Dokumentation. Rombach, Freiburg i. Br. 1969.